# Kwintus Fabiusz Maksimus
Quintus Fabius Maximus Verrucosus Cunctator (ur. ok. 280 p.n.e. w Rzymie, zm. 203 p.n.e. w Rzymie) – rzymski polityk i wódz, pięciokrotnie konsul (233 p.n.e., 228 p.n.e., 215 p.n.e., 214 p.n.e. i 209 p.n.e.) oraz dwukrotnie dyktator (w roku 221 p.n.e. i ponownie w 217 p.n.e.). Przydomek Verrucosus oznacza "pokryty brodawkami", z powodu brodawek, jakie miał nad górną wargą. Drugi przydomek Kunktator (łac. "zwlekający") wywodził się od jego strategii w rozmieszczaniu wojsk podczas II wojny punickiej.

## Wojny z Hannibalem
Fabiusz Maksimus pełnił w Rzymie ważne godności państwowe. W 233 oraz 228 roku p.n.e. pełnił funkcję konsula, w 230 roku cenzora. Po rozbiciu przez Hannibala wojsk rzymskich w bitwie nad Jeziorem Trazymeńskim w 217 roku p.n.e. powierzono mu godność dyktatora. Postanowił unikać otwartego starcia z armią Hannibala, prowadząc z Kartagińczykami wojnę na wyczerpanie. Spotkało się to z krytyką ze strony jednego z dowódców, Minucjusza Rufusa, który w tej sprawie monitował do senatu, a ten zrównał władzę obu. Taktyka ta okazała się kosztowna dla Rzymu, prowadziła bowiem do wyniszczenia znacznych połaci kraju. Była też bolesna dla dumy Rzymian, zmuszonych do ustępowania siłom kartagińskim. Jednak dzięki tej strategii udało się Fabiuszowi zapobiec obleganiu któregokolwiek z miast, notorycznie nękał Hannibala, a następnie zepchnął jego siły w górzyste regiony Półwyspu Apenińskiego, gdzie Kartagińczycy nie mogli rozwinąć swojej kawalerii. Udało mu się też przerwać kartagińskie linie zaopatrzenia. Mimo tych sukcesów w Rzymie narastało zniecierpliwienie i pojawiły się głosy żądające bardziej zdecydowanych działań w walce z wrogiem. Bierność Fabiusza w obliczu zniszczeń dokonanych przez Kartagińczyków pogłębiła tylko niechęć do dyktatora. Po wygaśnięciu jego dyktatury odebrano mu dowództwo nad armią. Nowi konsulowie postanowili rozpocząć działania ofensywne i uderzyć na siły Hannibala, jednak w bitwie pod Kannami ponieśli klęskę w starciu z jego siłami. W tej sytuacji Rzymianie powrócili do taktyki stosowanej przez Fabiusza, któremu trzykrotnie jeszcze powierzano godność konsula (215, 214 i 209 rok p.n.e.). W 209 roku odebrał Hannibalowi Tarent, zdobyty przez niego trzy lata wcześniej. Jako zwolennik ostrożnej i defensywnej taktyki sprzeciwiał się później bez powodzenia planom Scypiona dotyczącym nowej ofensywy i przeniesienia działań wojennych do Afryki.